# Michel Sogny
Michel Sogny (Pau, 21. studenog 1947.) francuski je pijanist, skladatelj i pisac mađarskog podrijetla. Razvio je novi pristup poučavanju klavira. Njegova metoda omogućila je učenicima svih dobi uživanje u prakticiranju ovog instrumenta, unatoč tomu da se sviranje klavira općenito smatra nedostižnim ako se ne nauči tijekom djetinjstva.

## Biografija
Michel Sogny pohađao je École Normale de Musique de Paris, gdje je studirao klavir pod vodstvom Julesa Gentila i Yvonne Desportes. Magistrirao je psihologiju, prvostupnik je književnosti i doktor znanosti filozofije, koju je titulu dobio 1974. godine na Sveučilištu u Sorboni pod vodstvom Vladimira Jankeléviča. Michel Sogny osnivač je Zaklade SOS Talents.
Zajedno s Valéryjem Giscardom d'Estaingom i pranećakinjom Franza Liszta, Blandine Ollivier de Prévaux, Sogny je bio jedan od osnivačkih članova Francuskog udruženja Franz Liszt.

## Sognyjeva metoda
Sognyjeva metoda predaje se na njegovim školama u Parizu i Ženevi. Od 1974. godine, više od 20 000 studenata ovladalo je klavirom pomoću Sognyjeve metode.
Metoda se sastoji od dva glavna komponenta: didaktička djela – prolégomèni, koji predstavljaju male vježbe. Prolegomeni razvijaju percepciju glazbene simfonije i zvuka. Drugi smjer sastoji se od ciklusa etida, gdje je fokus na razvoju tehničkih vještina, poput gestova i položaja ruku.
Jedna od Sognijevih studentica, koja je počela vježbati klavir tek kao odrasla osoba, bila je profesorica francuskog jezika Michel Paris. Nakon završetka Sognyjeva četverogodišnjeg metodološkog tečaja, u dobi od 30 godina, održala je solo koncert u kazalištu Théâtre des Champs-Élysée pod pokroviteljstvom Ministarstva kulture.
Druga uspješna Sognyjeva studentica bila je Claudine Zévaco, koja je nastupala u Théâtre des Champs-Élysée 1983. i 1984. godine.
1981 godine, Senat se formalno obratio ministru kulture, Jacku Langu, kako bi raspravio uvođenje Michela Sognyjeve metodologije diljem Francuske.

## Vanjske poveznice
- Michel Sogny, službena stranica